# Старт (стадион, Нижний Новгород)
Стадион «Старт» — спортивное сооружение в Московском районе Нижнего Новгорода, Россия.
Домашняя арена хоккейного клуба «Старт».

## История
- Стадион был построен в 1980 году.
- В хоккейном сезоне 1997/98 на стадионе «Старт» проводился XIV Турнир на призы Правительства России по хоккею с мячом, который также называют «Малым» чемпионатом мира. Перед его проведением были реконструированы трибуны, административное здание и подтрибунные помещения, установлено новое электронное табло, световые вышки оснастили современными светильниками[1].